# 副島大助
副島 大助（そえじま だいすけ、1890年（明治23年）2月14日 - 1974年（昭和49年）4月19日）は、日本の海軍軍人。最終階級は海軍中将。位階勲等は正三位勲一等。

## 経歴
佐賀県出身。1910年（明治43年）7月、海軍兵学校第38期を卒業し、1911年（明治44年）12月に海軍少尉に任官した。呉海軍工廠艤装員、「扶桑」「生駒」各乗組などを経て、1916年（大正5年）、海軍大尉進級と同時に海軍大学校乙種学生となり、1917年（大正6年）5月に海軍砲術学校高等科学生となった。次いで「浅間」「鹿島」各分隊長、「伊吹」副砲長兼分隊長などを経て、1921年（大正10年）12月に海軍大学校甲種学生（第21期）となった。1922年（大正11年）12月に海軍少佐に進級し、1922年（大正12年）10月に「長門」副砲長兼分隊長に就任した。1924年（大正14年）1月に軍事参議官副官兼海軍省副官となり、井出謙治大将に仕え、同年6月に海軍省副官兼海軍大臣秘書官に転じた。その後は練習艦隊司令部附兼参謀、海軍兵学校教官兼監事を経て、1927年（昭和2年）12月に海軍中佐進級と同時に海軍省教育局局員に着任した。1930年（昭和5年）12月に「長門」副長に転じ、1931年（昭和6年）12月に海軍大佐に進級した。
欧米出張を経て、1932年（昭和7年）11月に「多摩」艦長に就任し、1933年（昭和8年）11月、「八雲」艦長に転じ、1934年（昭和9年）2月に海軍兵学校教頭兼監事長に着任した。1936年（昭和11年）12月に横須賀海兵団長に転じ、1937年（昭和12年）12月に海軍少将に進級した。1938年（昭和13年）2月に横須賀鎮守府参謀長に就任し、1939年（昭和14年）11月に広東方面特別根拠地隊司令官（第2遣支艦隊）に任ぜられ、同方面に出動した。1941年（昭和16年）10月に海軍中将に進級し、11月には水路部長に就任した。1943年（昭和18年）6月には第2遣支艦隊司令長官に親補され、太平洋戦争に出征した。1945年（昭和20年）4月25日に軍令部出仕となり、9月6日に予備役に編入された。
1947年（昭和22年）11月28日、公職追放仮指定を受けた。

## 年譜
- 1910年（明治43年）7月18日 - 海軍兵学校卒業、笠置乗組[2]
- 1911年（明治44年）
  - 3月11日 - 鞍馬乗組[2]
  - 12月1日 - 海軍少尉[2]
- 1912年（大正元年）12月1日 - 海軍水雷学校普通科学生[2]
- 1913年（大正2年）
  - 5月24日 - 海軍砲術学校普通科学生[2]
  - 12月1日 - 海軍中尉、常盤乗組[2]
- 1914年（大正3年）10月19日 - 呉海軍工廠艤装員[2]
- 1915年（大正4年）
  - 2月26日 - 扶桑乗組[2]
  - 5月26日 - 水無月乗組[2]
  - 10月27日 - 生駒乗組[2]
- 1916年（大正5年）12月1日 - 海軍大尉、海軍大学校乙種学生[2]
- 1917年（大正6年）
  - 5月1日 - 海軍砲術学校高等科学生[2]
  - 12月1日 - 浅間分隊長[2]
- 1918年（大正7年）12月1日 - 鹿島分隊長[2]
- 1919年（大正8年）12月1日 - 伊吹副砲長兼分隊長[2]
- 1920年（大正9年）12月1日 - 海軍砲術学校教官兼副官[2]
- 1921年（大正10年）12月1日 - 海軍大学校甲種学生[2]
- 1922年（大正11年）12月1日 - 海軍少佐[2]
- 1922年（大正12年）10月15日 - 長門副砲長兼分隊長[2]
- 1923年（大正13年）
  - 12月1日 - 軍令部出仕[2]
  - 12月5日 - 兼海軍省出仕[2]
- 1924年（大正14年）
  - 1月6日 - 軍事参議官副官兼海軍省副官（大将井出謙治附属）[2]
  - 6月1日 - 海軍省副官兼海軍大臣秘書官[2]
- 1925年（大正15年）2月1日 - 練習艦隊司令部附兼参謀[2]
- 1927年（昭和2年）
  - 2月1日 - 海軍兵学校教官兼監事[2]
  - 12月1日 - 海軍中佐、海軍省教育局局員[2]
- 1930年（昭和5年）12月1日 - 長門副長[2]
- 1931年（昭和6年）12月1日 - 海軍大佐、横須賀鎮守府附[2]
- 1932年（昭和7年）
  - 2月1日 - 欧米各国出張[2]
  - 10月7日 - 帰朝[2]
  - 11月15日 - 多摩艦長[2]
- 1933年（昭和8年）11月15日 - 八雲艦長[2]
- 1934年（昭和9年）2月20日 - 海軍兵学校教官兼監事長[2]
- 1936年（昭和11年）12月1日横須賀海兵団長[2]
- 1937年（昭和12年）12月1日 - 海軍少将[2]
- 1938年（昭和13年）12月1日 - 横須賀鎮守府参謀長[2]
- 1939年（昭和14年）11月15日 - 広東方面特別根拠地隊司令官[2]
- 1941年（昭和16年）
  - 9月1日 - 軍令部出仕[2]
  - 10月15日 - 海軍中将[2]
  - 11月20日 - 水路部長[2]
- 1943年（昭和18年）6月21日 - 第2遣支艦隊司令長官[2]
- 1945年（昭和20年）
  - 4月25日 - 軍令部出仕[2]
  - 9月6日 - 予備役[2]